# Плимут (Калифорнија)
Плимут (енгл. Plymouth) град је у америчкој савезној држави Калифорнија. По попису становништва из 2010. у њему је живело 1.005 становника.

## Демографија
Према попису становништва из 2010. у граду је живело 1.005 становника, што је 25 (2,6%) становника више него 2000. године.
| Група             | 2000.       | 2010.       |
| Белци             | 865 (88,3%) | 748 (74,4%) |
| Афроамериканци    | 2 (0,2%)    | 3 (0,3%)    |
| Азијати           | 11 (1,1%)   | 6 (0,6%)    |
| Хиспаноамериканци | 50 (5,1%)   | 183 (18,2%) |
| Укупно            | 980         | 1.005       |